# 라리사 바쿠로바
라리사 바쿠로바(우크라이나어: Лариса Бакурова, Larisa Bakurova, 중국어: 李瑞莎, 병음: Lǐ Ruìshā 리루이사[*], 1985년 2월 21일 ~ )는 우크라이나의 배우 겸 모델이다. 타이완에서는 루이사(서사, 중국어: 瑞莎, 병음: Ruìshā)라는 예명으로 활동한다.
3세부터 15세까지 리듬 체조 선수로 활동했지만 16세부터 모델로 전향했다. 우크라이나 오데사 국립경제대학교 경제학 석사 출신이다. 2013년 6월에는 타이완 영구거류증(영주권 카드)을 받았고 2019년 1월을 기해 타이완 국적을 취득했다.

## 출연 작품
- 소인 (2012)
- 단신남녀 (2011)